# آرایه آنتن

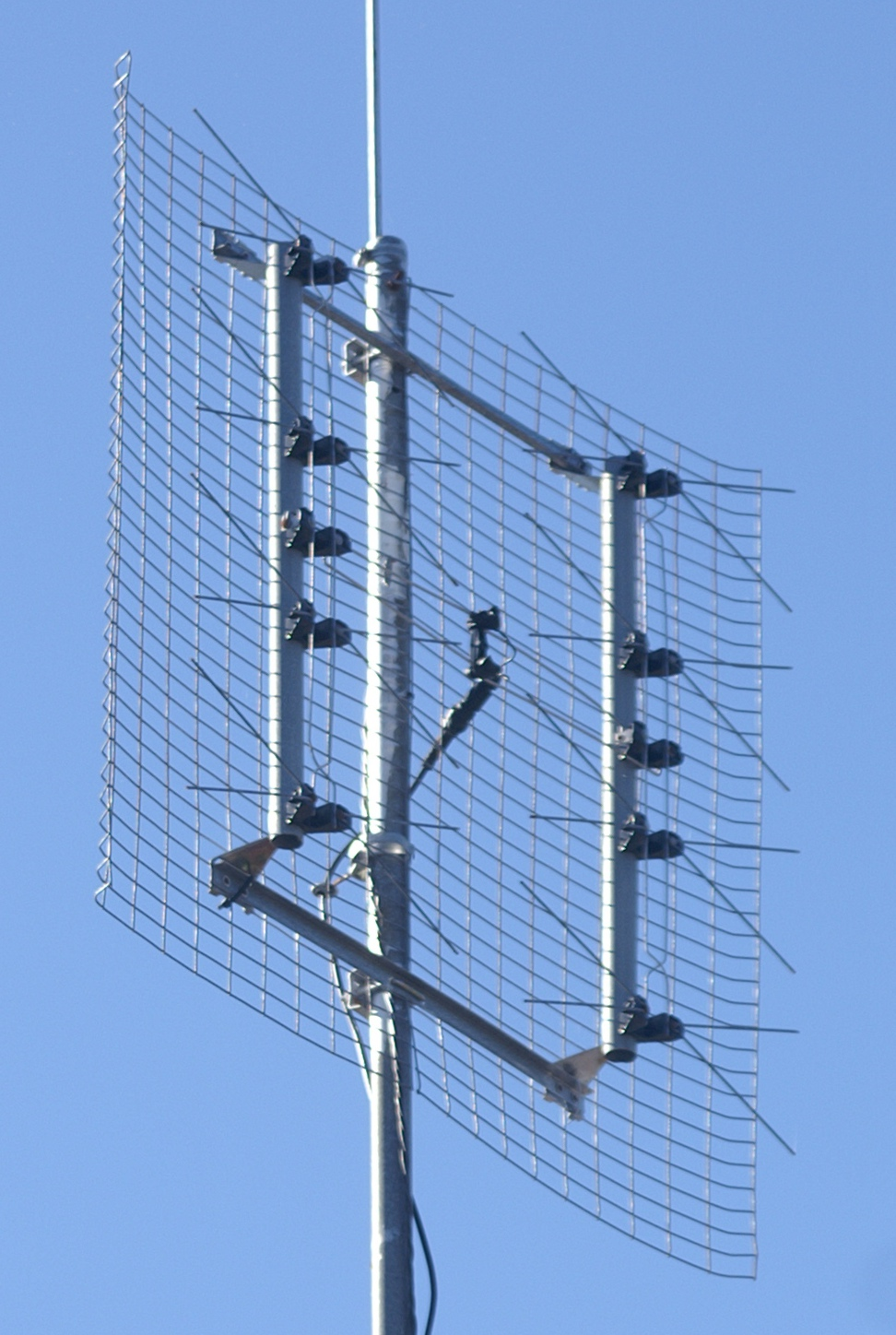
یک نوع از آرایه آنتن متداول، یک آنتن تلویزیونی UHF آرایه بازتابنده. این مثال شامل ۸ آنتن فعال دوقطبی است که روبروی یک صفحه سیمی بازتابنده نصب شده‌است. دوقطبی ضربدری شکل به آن پهنای باند بالایی می‌دهد تا هم باند تلویزیونی VHF (174-216 مگاهرتز) و هم باند تلویزیونی UHF (470-700 مگاهرتز) را پوشش دهد. این آنتن دارای بهره ۵ دسی بل VHF و ۱۲ دسی بل UHF و ۱۸ دسی بل نسبت جلو به عقب است.

آرایه آنتن (به انگلیسی: Antenna array) یا آنتن آرایه‌ای (به انگلیسی: array antenna) مجموعه ای از چندین آنتن متصل به‌هم است که برای فرستادن یا دریافت امواج رادیویی، به عنوان یک آنتن واحد کار می‌کنند. آنتن‌های منفرد (که معمولاً المان یا عنصر نامیده می‌شوند) معمولاً توسط خطوط تغذیه به یک گیرنده یا فرستنده متصل می‌شوند که برق را به المان‌های موجود با رابطه فاز خاص تغذیه می‌کنند. امواج رادیویی منتشر شده توسط هر کدام از آنتن‌ها با هم ترکیب و برهم نهی می‌شوند، یعنی با هم جمع می‌شوند (تداخل سازنده) و قدرت تابش را در جهت مورد نظر افزایش می‌دهند، و همدیگر را خنثی می‌کنند (تداخل مخرب) و قدرت تابش را در سایر جهات کاهش می‌دهند. به همین ترتیب، آنتن‌های آرایه ای زمانی که به عنوان گیرنده عمل می‌کنند، جریان‌های فرکانس رادیویی جداگانه، از آنتن‌های جداگانه، در گیرنده با رابطه فاز صحیح ترکیب می‌شوند، تا سیگنال‌های دریافت شده از جهات مورد نظر را افزایش دهند و سیگنال‌ها را از جهت‌های نامطلوب لغو کنند. آنتن‌های آرایه ای پیچیده‌تر ممکن است دارای چندین ماژول فرستنده یا گیرنده باشند که هر کدام به یک عنصر آنتن یا گروه دیگر از عناصر متصل هستند.

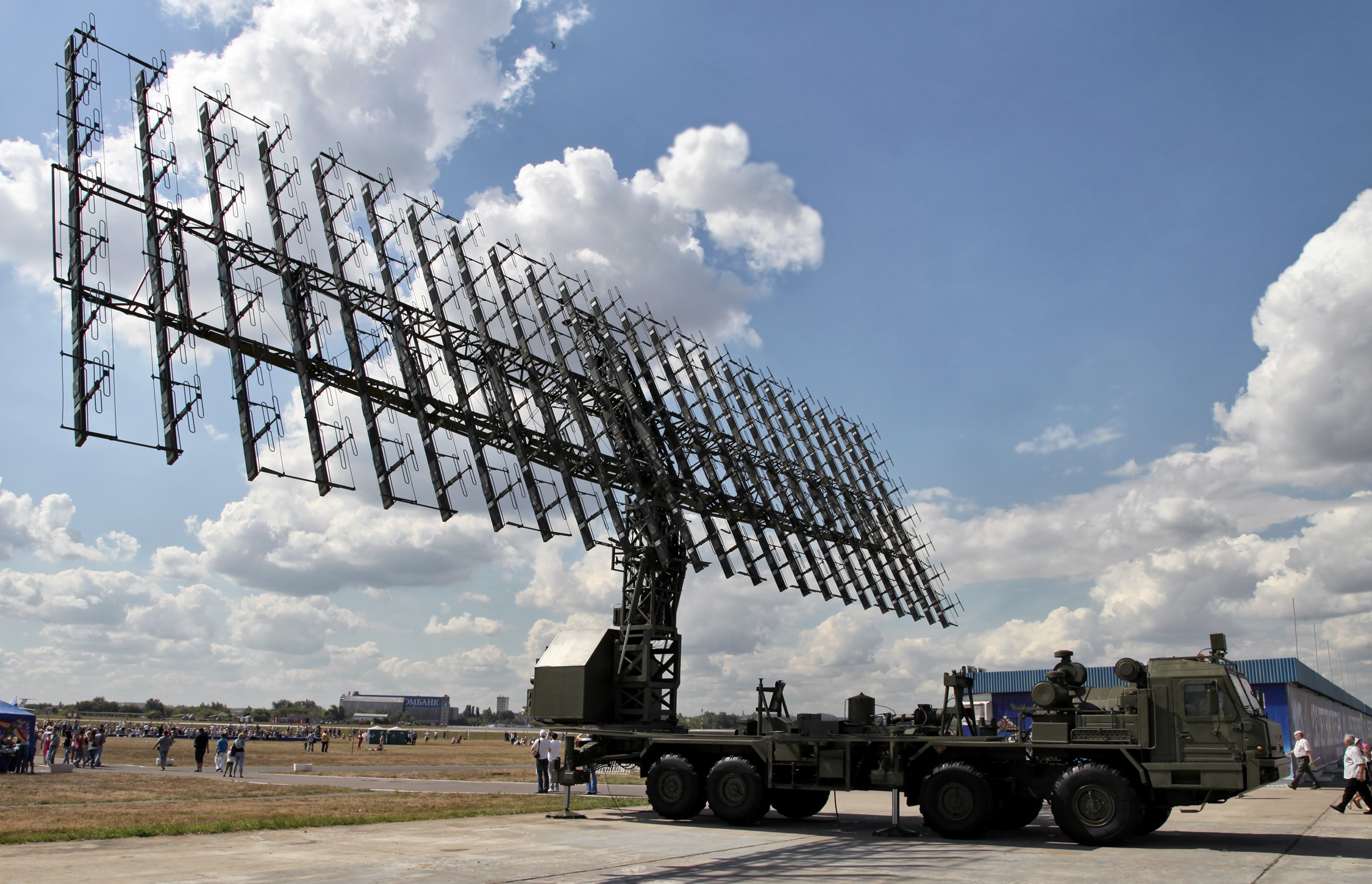
آنتن آرایه ای مسطح بزرگ یک رادار پدافند هوایی متحرک VHF روسیه، با نام Nebo-M. این سیستم از ۱۷۵ آنتن دوقطبی تا شده تشکیل شده‌است. این سیستم در حقیقت یک آنتن آرایه فازی ابتدایی است، که پرتویی به شکل فن عمودی تابش می‌کند که می‌تواند به‌طور افقی در فضای هوایی مقابل آنتن کشیده (Sweep) شود.

یک آرایه آنتن، نسبت به یک عنصر منفرد، می‌تواند به بهره (هدایت پذیری) بالاتری، یعنی یک پرتوی باریک‌تر از امواج رادیویی برسد. به‌طور کلی، هرچه از تعداد عناصر جداگانه آنتن بیشتری استفاده شده باشد، بهره بیشتر و باریک‌تر می‌شود. برخی از آرایه‌های آنتن (مانند رادارهای آرایه ای فازی نظامی) از هزاران آنتن منفرد تشکیل شده‌اند. از آرایه‌ها می‌توان برای دستیابی به بهره بیشتر، ایجاد تنوع در مسیر (که مایمو نیز نامیده می‌شود) که قابلیت اطمینان ارتباطی را افزایش می‌دهد، لغو تداخل از جهت‌های خاص، هدایت پرتوی رادیویی به صورت الکترونیکی به جهت‌های مختلف و جهت‌یابی رادیویی (RDF) استفاده کرد.
اصطلاح آرایه آنتن معمولاً به معنای یک آرایه تحریک شده است که شامل چندین عنصر یکسان تحریکی است که همه به یک گیرنده یا فرستنده متصل شده‌اند. یک آرایه پارازیتی شامل یک عنصر تحریکی منفرد است که به خط تغذیه متصل شده‌است، و سایر عناصری که عنصر پارازیتی نامیده نمی‌شوند. آرایه پارازیتی گاهی آنتن یاگی-اودا نیز خوانده می‌شود.
آرایه فازی معمولاً به معنی یک آرایه اسکن شده به روش الکترونیکی است؛ یک آنتن آرایه ای فعال که در آن هر عنصر از طریق یک تغییردهنده فاز به گیرنده یا فرستنده نصب می‌شوند که توسط یک رایانه کنترل می‌شود. پرتو امواج را به‌طور الکترونیکی و آنی و بدون حرکت دادن آنتن‌ها می‌توان به هر سمت دلخواه هدایت و متمرکز کرد. با این حال گاهی از اصطلاح «آرایه فازی» برای اشاره به آرایه آنتن‌های معمولی استفاده می‌شود.

## نگارخانه

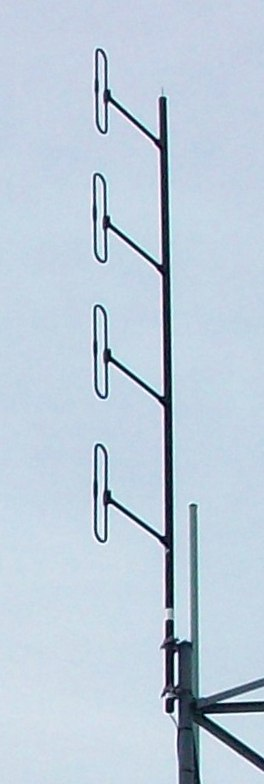
آرایه هم‌خطی  دوقطبی تاشده وی‌اچ‌اف
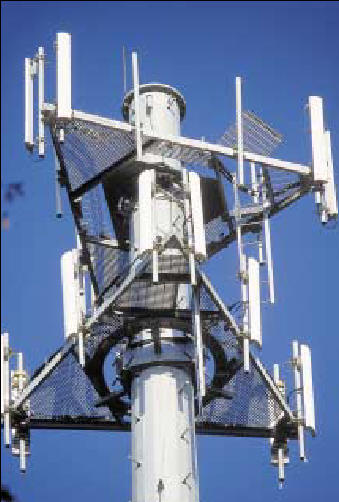
آنتن‌های قطاعی  (میله‌های سفید)  در  برج تلفن همراه. آرایه‌های دوقطبی هم‌خطی، که یک پرتو هموار و بادبزنی مانند را تابش می‌کند.
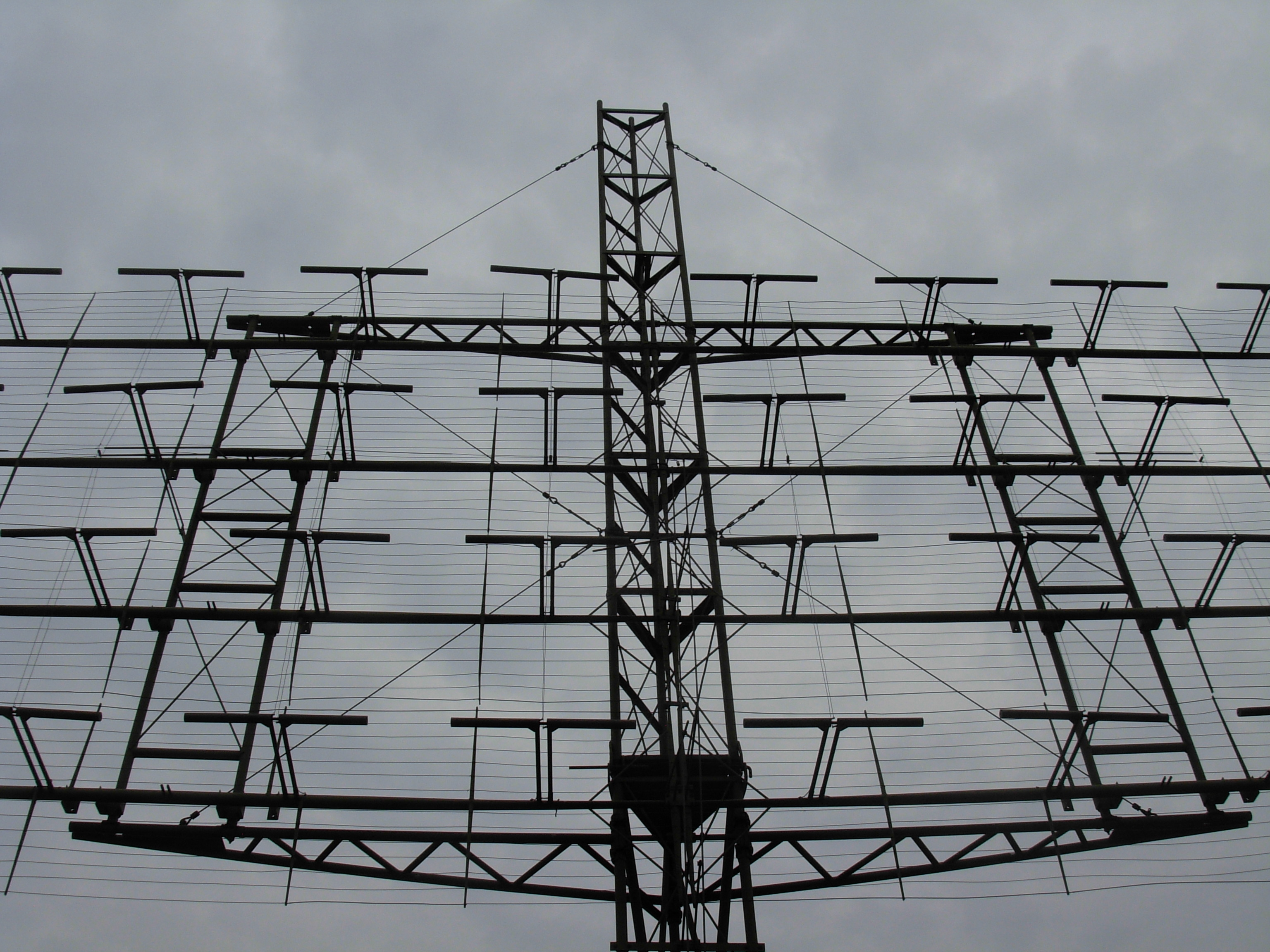
108 MHz reflective array antenna of AN-270 radar used during World War II consists of 32 half-wave dipole antennas in front of a reflecting screen.
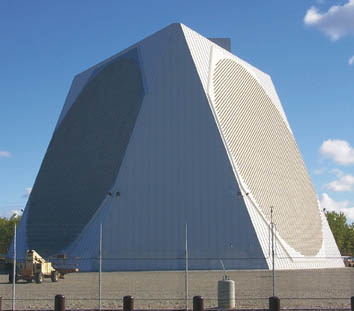
US Air Force PAVE PAWS phased array 420 - 450 MHz radar antenna for ballistic missile detection, Alaska. The two circular arrays are each composed of 2677 crossed dipole antennas.
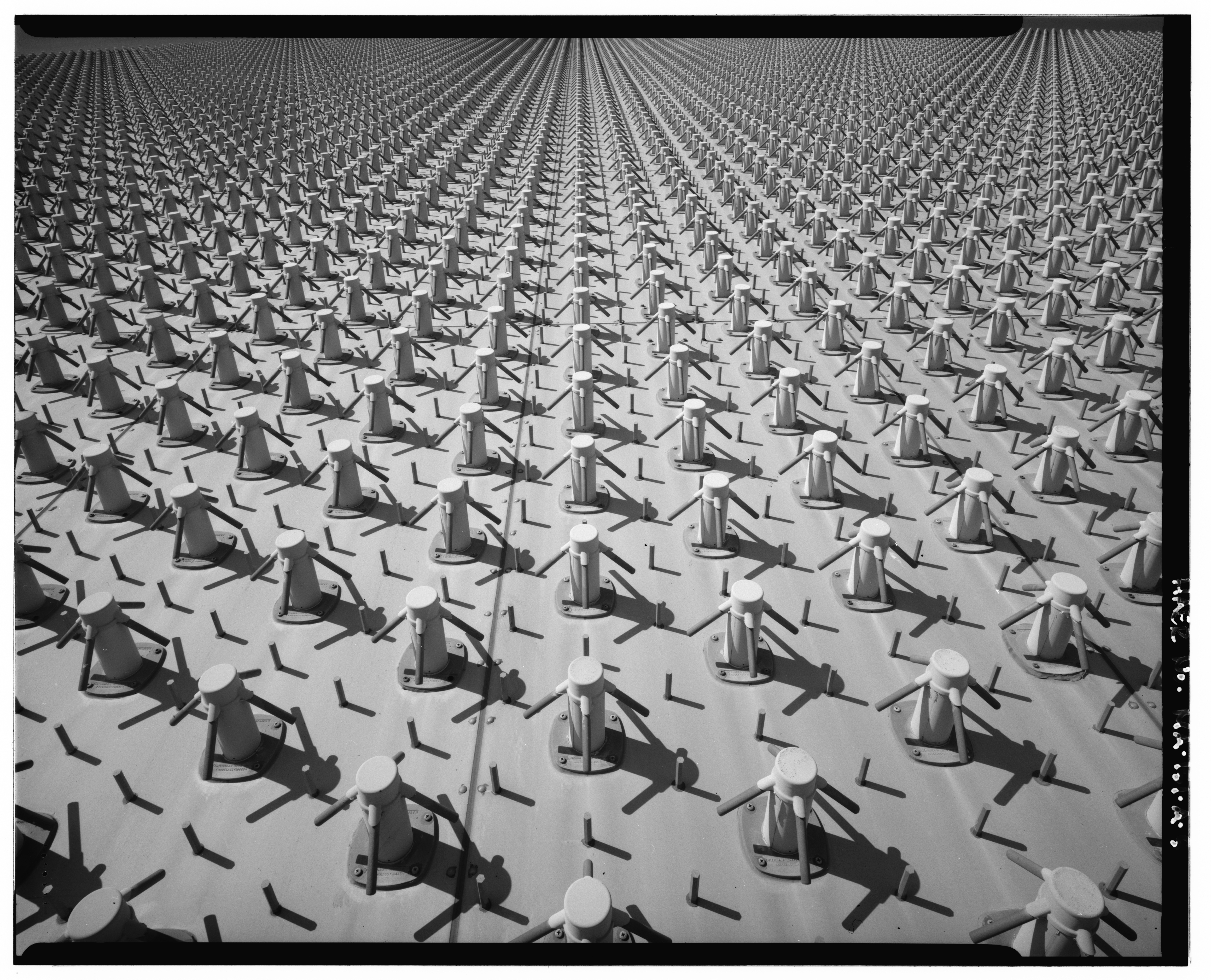
Some of the crossed-dipole elements in the PAVE PAWS phased array antenna, left
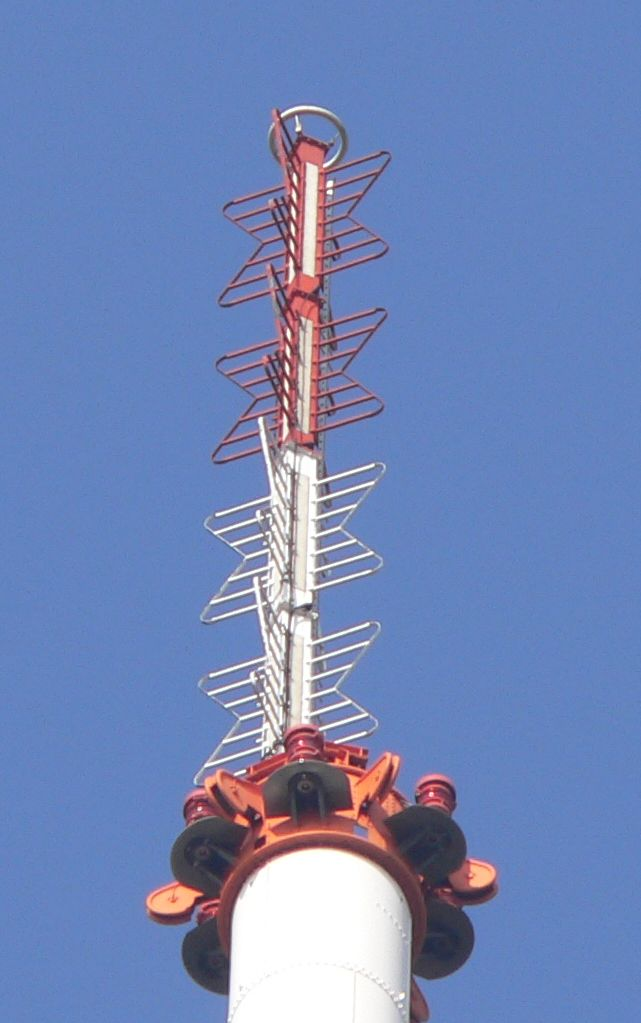
Batwing VHF television broadcasting antenna
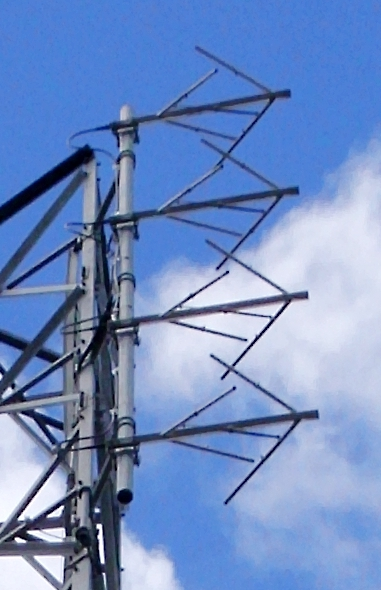
Crossed-dipole FM radio broadcast antenna
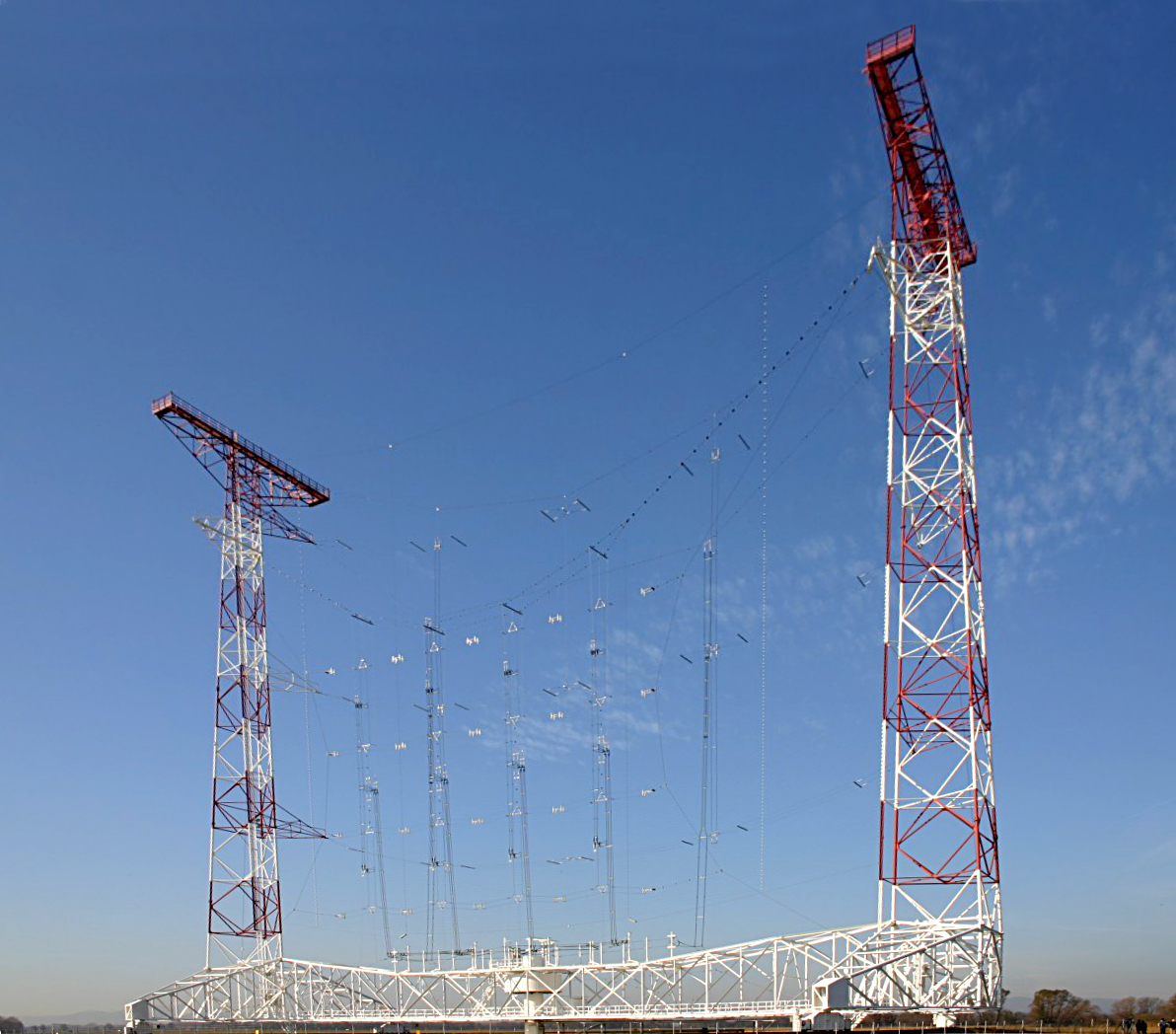
Curtain array shortwave transmitting antenna, Austria. Wire dipoles suspended between towers
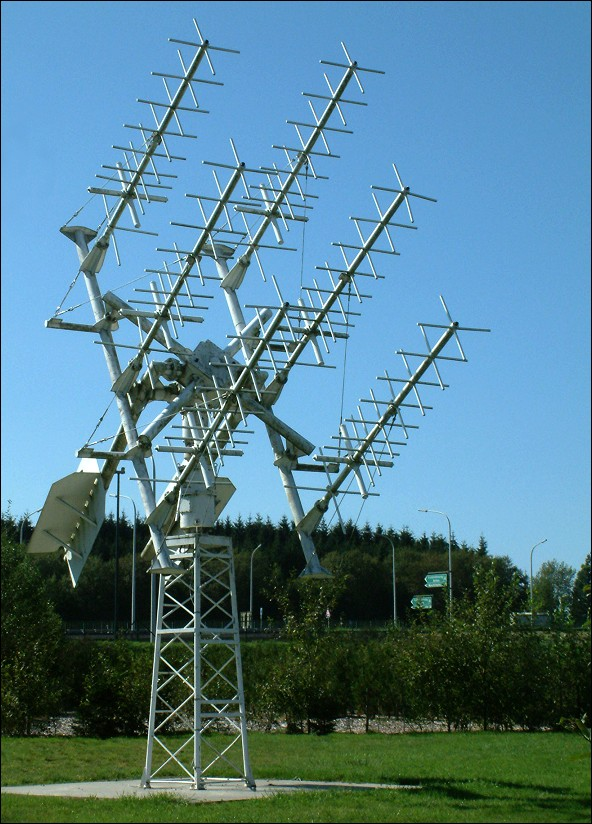
Turnstile antenna array used for satellite communication
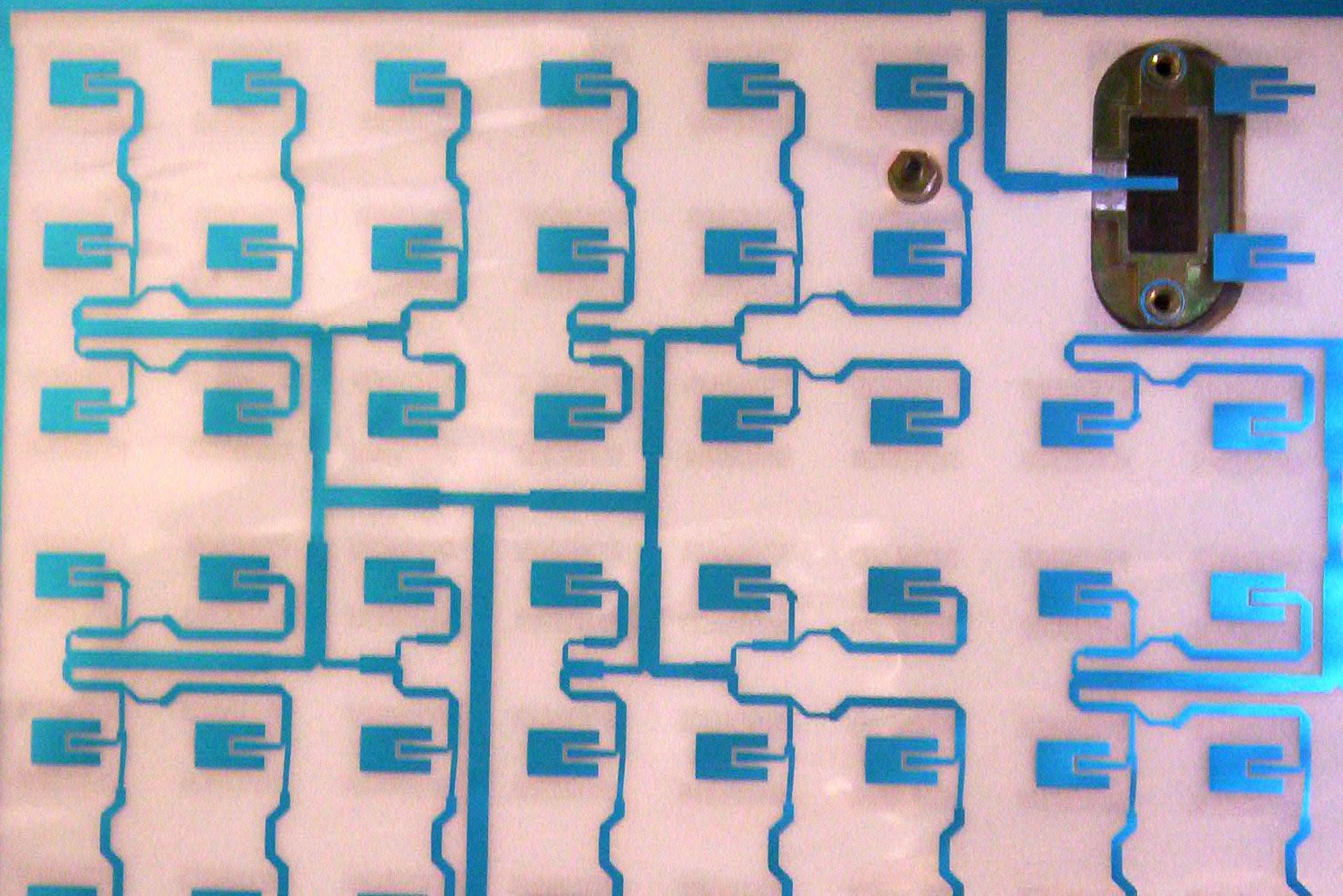
Flat microstrip array antenna for satellite TV reception.
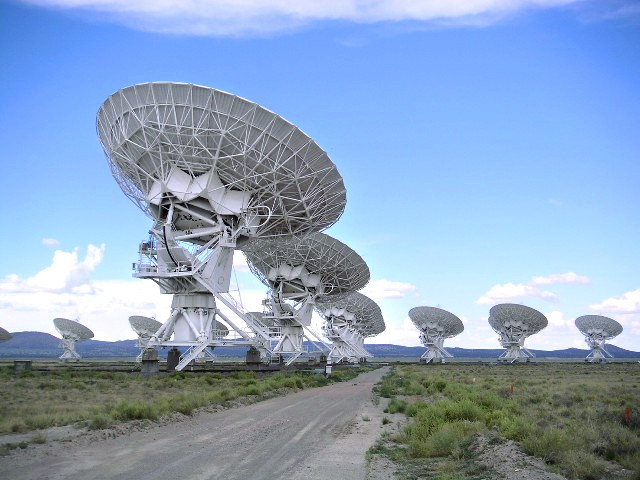
The Very Large Array, a radio telescope made of a Y-shaped array of 27 dish antennas in Socorro, New Mexico
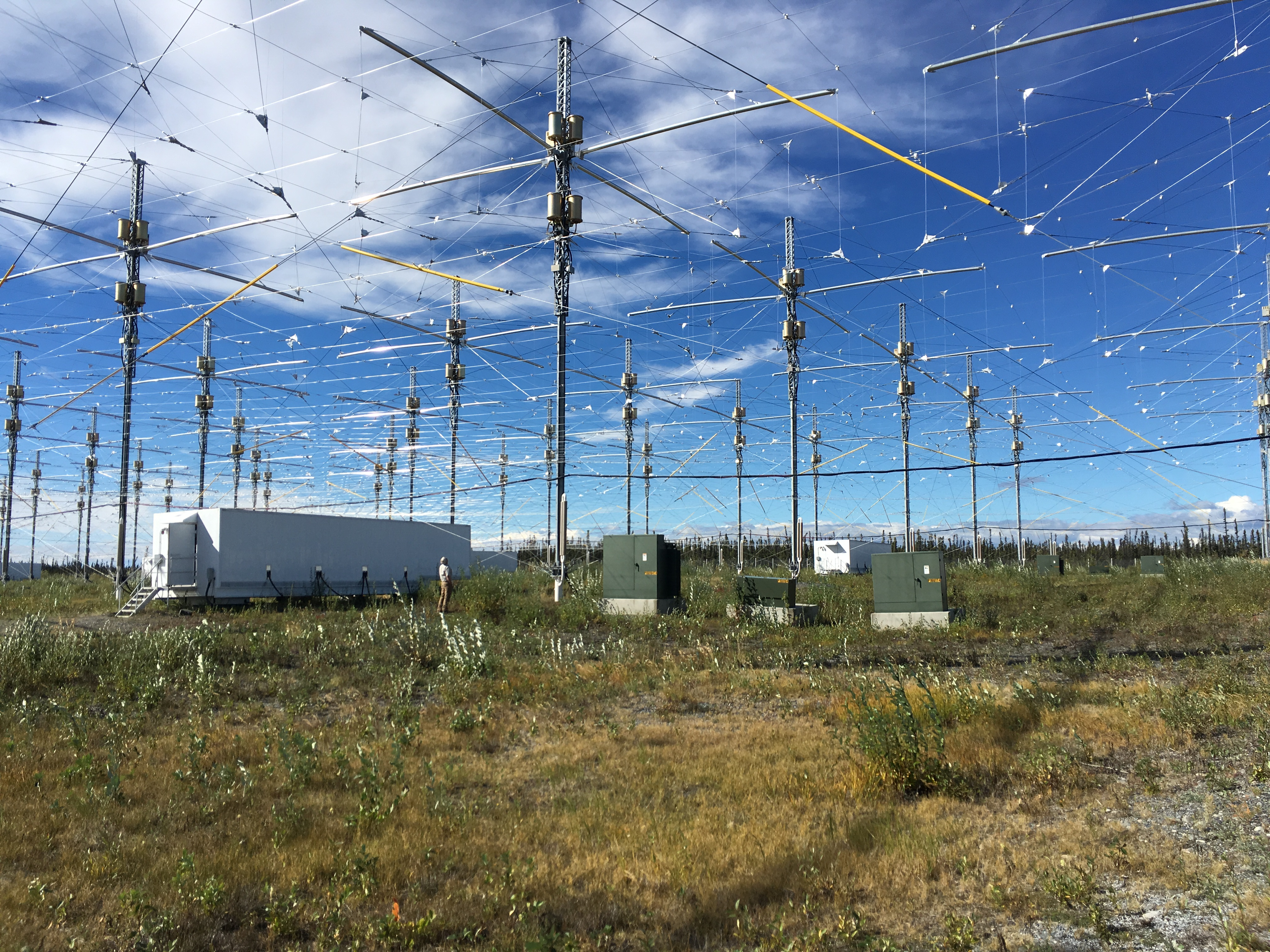
HAARP, a phased array of 180 crossed dipoles in Alaska which can transmit a 3.6 MW beam of 3 - 10 MHz radio waves into the ionosphere for research purposes
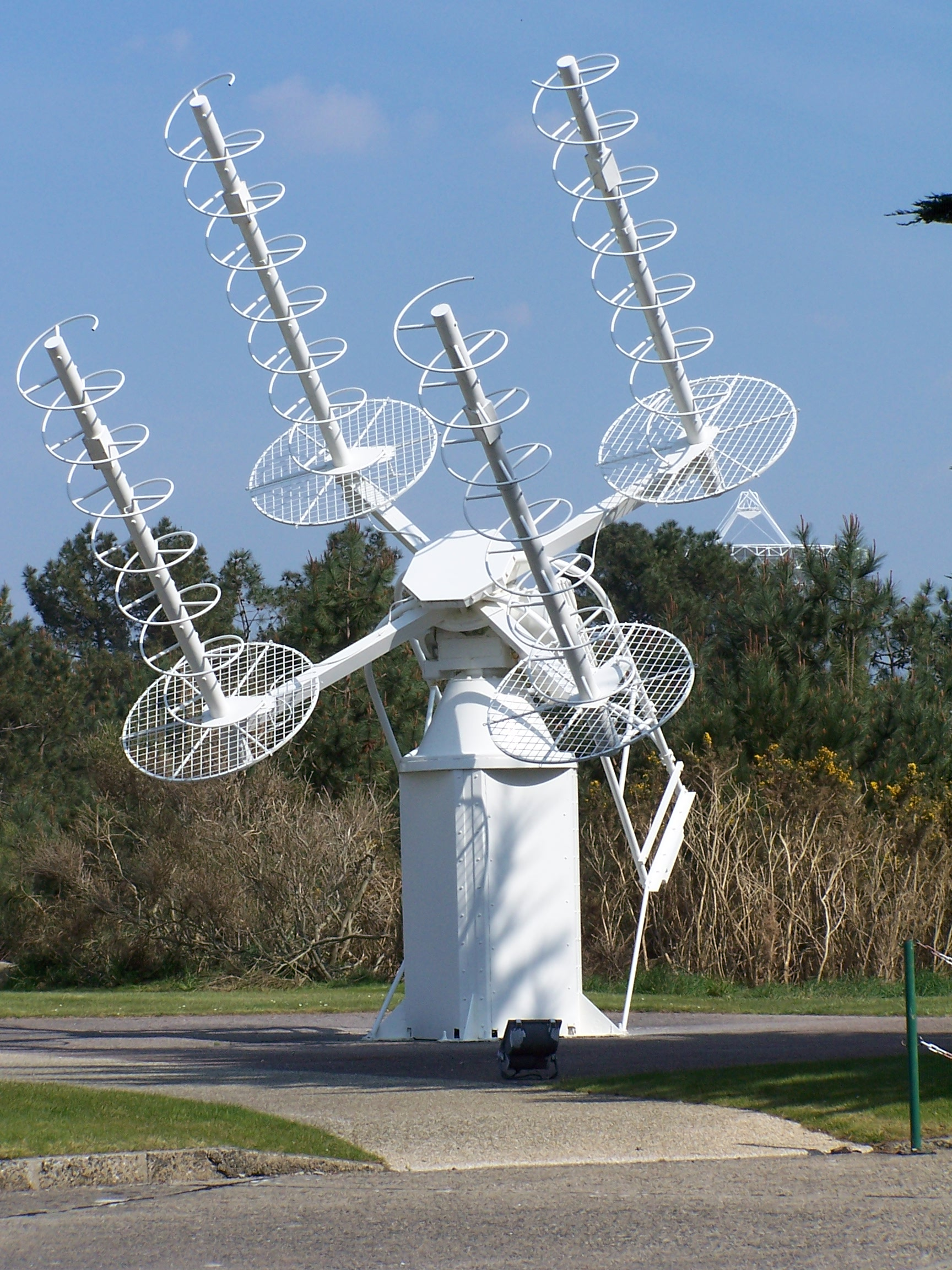
Array of four helical antennas used as a satellite tracking antenna, Pleumeur-Bodou, France